# SkySat
SkySat désigne une famille de mini-satellites d'observation de la Terre  optiques développée pour la société Terra Bella, une filiale de Google et qui fut achetée par la société Planet Labs en 2017. 
Ces satellites de 120 kg forment une constellation fournissant des images à haute résolution panchromatiques (1,1 mètre) et multi spectrales à des fins commerciales. Deux prototypes ont été lancés en 2013 et 2014. Ils ont été rejoint, entre 2016 et 2020, par 19 satellites opérationnels afin de former la constellation finale organisée sur 3 plans orbitaux.

## Historique
La société Skybox Imaging est créée en 2009 par quatre anciens étudiants de l'université Stanford avec l'objectif de fournir à coût réduit des images à haute résolution régulièrement rafraîchies grâce au recours à une constellation de micro-satellites d'observation de la Terre permettant des passages fréquents au dessus du même lieu. Ces satellites doivent circuler sur une orbite héliosynchrone sur 3 plans orbitaux à 500 km d'altitude. 
Deux prototypes,  SkySat-1 et SkySat-2 sont construits au sein de la société et lancés en 2013 et 2014. 13 satellites de série sont commandés au constructeur de satellites Space Systems/Loral. Contrairement aux deux premiers, ils disposent d'un système de propulsion qui permet des modifications d'orbite. Après le rachat de la société par Google celle-ci est renommée Terra Bella et 6 nouveaux satellites sont commandés. Le premier satellite opérationnel est lancé par une fusée indienne PSLV en juin 2016. Les quatre satellites suivants ont été lancés en septembre 2016 par une fusée européenne Vega*,, .     
En 2017, Google a vendu Terra Bella et sa constellation de satellites SkySat à Planet Labs pour un prix non divulgué et a conclu un accord pluriannuel pour l'achat de données d'imagerie SkySat. Planet Labs a lancé six autres satellites SkySat, ainsi que quatre CubeSats Dove, sur une fusée Minotaur-C de Vandenberg le 31 octobre 2017. Les 13 satellites de la première série sont alors en orbite. Les 6 derniers satellites sont lancés en 2020.
Depuis 2023, Planet Labs a débuté le remplacement de ces satellites en commençant le déploiement de satellites Pelican, qui offriront une meilleure résolution (30 cm).

## Caractéristiques techniques
SkySat est un mini-satellite d'observation de la Terre  optique d'une masse de 120 kg ayant la forme d'un parallélépipède de 60 x 60 x 95 centimètres. La plateforme est stabilisée 3 axes à l'aide de magnéto-coupleurs et de roues de réaction. Le corps de la plateforme est recouvert de cellules solaires qui fournissent en moyenne 120 watts. Le satellite dispose de deux viseurs d'étoiles. Le système de propulsion est constitué par quatre moteurs-fusées suédois HPGP de 1 newton de poussée brûlant du dinitramide d'ammonium avec une impulsion spécifique de 235 secondes. La durée de vie théorique du satellite est de 4 ans,.

## Charge utile
La charge utile de SkySat est constituée par un télescope Ritchey-Chrétien d'une longueur focale de 3,6 mètres. Le détecteur comprend 3 capteurs d'image de technologie CMOS de 5,5 mégapixels. La moitié supérieure des détecteurs enregistre une image panchromatique (400-900 nanomètres) tandis que la moitié inférieure enregistre dans les bandes spectrales bleue (450-515 nm), verte (515-595 nm), rouge (605-695 nm) et en proche infrarouge (740-900 nm). Les images sont stockées dans une mémoire de masse de 768 gigabits et  sont transmises en bande X avec un débit maximal de 450 mégabits par seconde. La fauchée est de 8 km et la résolution optique est de 0,9 mètre en panchromatique et de 2 mètres pour les images multispectrales. En faisant pivoter le satellite, celui-ci peut enregistrer des vidéos du même site d'une durée maximale de 90 secondes avec une résolution de 1,1 mètre,.

## Historique des lancements
| Désignation | Date lancement    | Version   | Identifiant COSPAR | Lanceur            | Notes |
| ----------- | ----------------- | --------- | ------------------ | ------------------ | ----- |
| SkySat 1    | 21 novembre 2013  | Prototype | 2013-066C          | Dnepr              |       |
| SkySat 2    | 8 juillet 2014    | Prototype | 2014-037D          | Soyouz 2-1b.Fregat |       |
| SkySat 3    | 22 juin 2016      | Série     | 2016-040C          | PSLV-XL            |       |
| SkySat 4    | 16 septembre 2016 | Série     | 2016-058D          | Vega               |       |
| SkySat 5    | 16 septembre 2016 | Série     | 2016-058E          | Vega               |       |
| SkySat 6    | 16 septembre 2016 | Série     | 2016-058B          | Vega               |       |
| SkySat 7    | 16 septembre 2016 | Série     | 2016-058C          | Vega               |       |
| Skysat 8    | 31 octobre 2017   | Série     | 2017-068F          | Minotaur C         |       |
| Skysat 9    | 31 octobre 2017   | Série     | 2017-068E          | Minotaur C         |       |
| Skysat 10   | 31 octobre 2017   | Série     | 2017-068D          | Minotaur C         |       |
| Skysat 11   | 31 octobre 2017   | Série     | 2017-068C          | Minotaur C         |       |
| Skysat 12   | 31 octobre 2017   | Série     | 2017-068B          | Minotaur C         |       |
| Skysat 13   | 31 octobre 2017   | Série     | 2017-068A          | Minotaur C         |       |
| Skysat 14   | 3 décembre 2018   | Série     | 2018-099AR         | Falcon 9           |       |
| Skysat 15   | 3 décembre 2018   | Série     | 2018-099AW         | Falcon 9           |       |
| Skysat 16   | 13 juin 2020      | Série     | 2020-038BL         | Falcon 9           |       |
| Skysat 17   | 13 juin 2020      | Série     | 2020-038BM         | Falcon 9           |       |
| Skysat 18   | 13 juin 2020      | Série     | 2020-038BN         | Falcon 9           |       |
| Skysat 19   | 18 août 2020      | Série     | 2020-057BQ         | Falcon 9           |       |
| Skysat 20   | 18 août 2020      | Série     | 2020-057BR         | Falcon 9           |       |
| Skysat 21   | 18 août 2020      | Série     | 2020-057BS         | Falcon 9           |       |